# White Shark Café

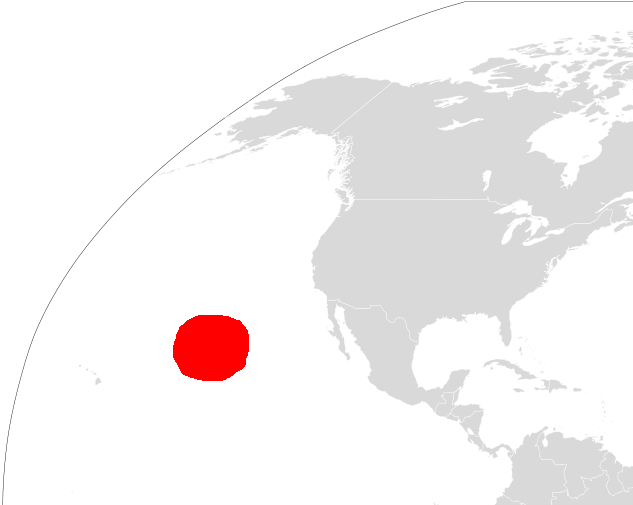
Le White Shark Café, entre la Basse Californie et Hawaï.

Le White Shark Café est une zone reculée du milieu de l'océan Pacifique connue comme un habitat d'hiver et de printemps pour les grands requins blancs côtiers.

## Explication

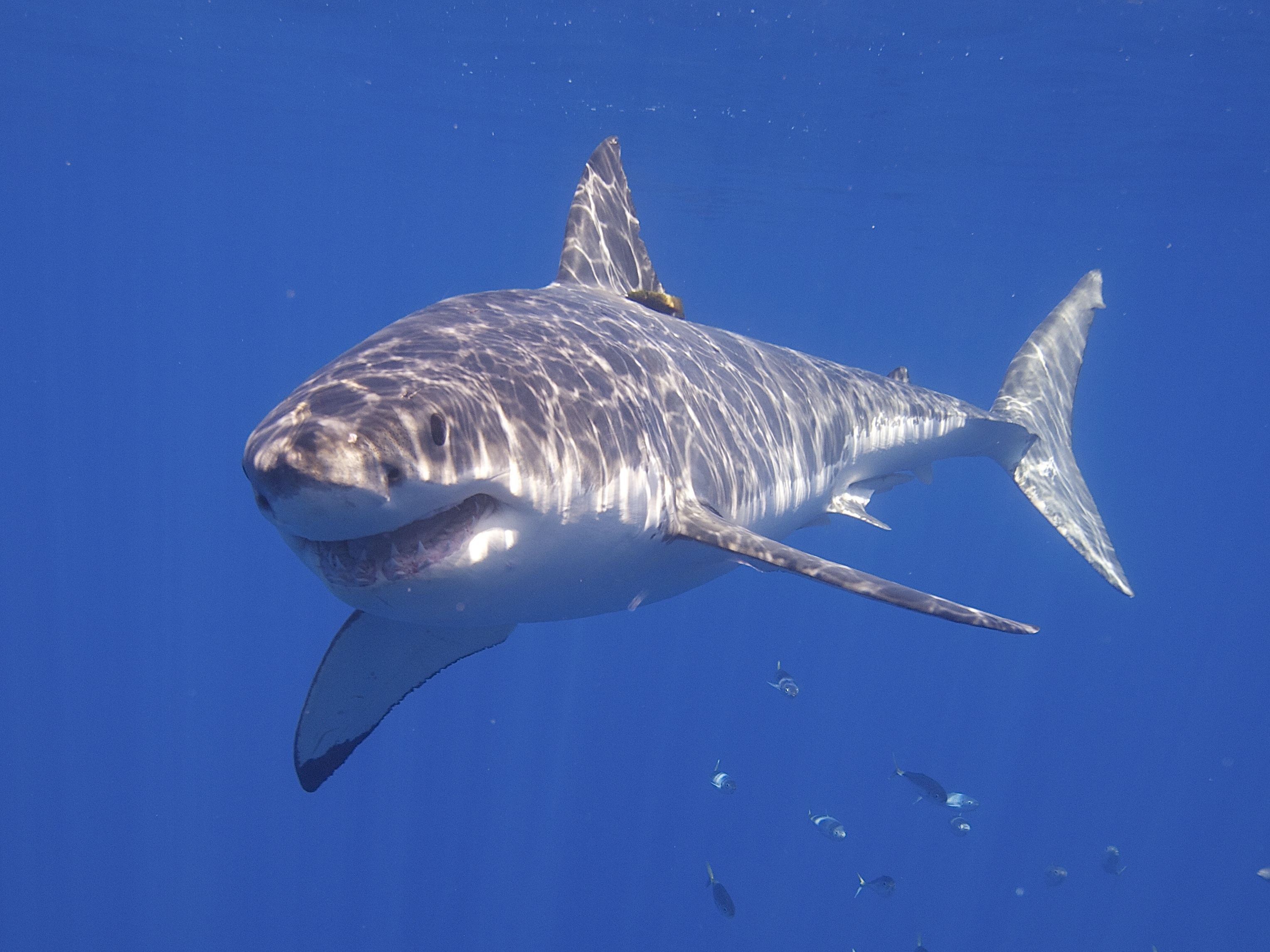
Carcharodon carcharias.

La zone, à mi-chemin entre la Basse-Californie et Hawaï, a reçu son nom officieux en 2002 des chercheurs de la station marine Hopkins de l'université Stanford qui étudiaient les espèces de grands requins blancs à l'aide de balises de suivi par satellite. Ils ont identifié une zone d'un rayon d'environ 250 kilomètres, centrée autour des coordonnées 23,37 ; -132,71. Les résultats, initialement publiés dans le numéro du 3 janvier 2002 de la revue Nature, ont montré que trois des quatre requins marqués au large de la côte centrale de Californie se sont rendus au Café pendant une période de six mois consécutifs.
Bien que la zone n'ait pas été auparavant soupçonnée d'être un habitat pour les requins, lors de la cartographie des données de suivi par satellite, les chercheurs ont découvert que les membres de l'espèce s'y rendent fréquemment et y flânent. On croyait autrefois que la région disposait de très peu de proies (les chercheurs l'ont décrite comme l'équivalent requin d'un désert maritime),, mais des recherches menées au début de 2018 par le navire Falkor ont montré qu'il y existe une nourriture riche et diversifiée. La chaîne alimentaire qui fournirait une alimentation potentiellement abondante aux requins serait trop profonde pour être détectée par des satellites. Des grands blancs mâles, femelles et juvéniles y ont été suivis.
Les requins suivis dans la région provenaient de diverses roqueries le long de la côte nord-américaine. Ils ont généralement mis jusqu'à cent jours pour arriver, voyageant à la vitesse d'environ un mètre par seconde, effectuant des plongées périodiques jusqu'à 910 m. Au Café, ils plongent à des profondeurs de 460 m près d'une fois toutes les dix minutes.
En 2006, des chercheurs ont observé divers comportements dont une migration cohérente. Les données de suivi indiquent que les requins blancs quittent les aires d'alimentation côtières en hiver pour se rendre au Café. Certains d'entre eux poursuivraient leur trajet pour passer l'été près de Hawaï. Mais beaucoup s'attardent au Café, souvent pendant des mois, avant de retourner sur la côte à l'automne, qui coïncide avec la saison de reproduction des éléphants de mer (une proie privilégiée).